# Bartolomeo Bezzi
Bartolomeo Bezzi (1851 – 1923) fue un pintor italiano. 

## Biografía
Bartolomeo Bezzi nació en Fucine di Ossana (Trento).  Habiendo perdido a su padre cuando era niño, Bezzi vivió con un tío y se inscribió en la Academia Brera en Milán a la edad de veinte años, exponiendo por primera vez en 1878.  Ganó el Premio Fumagalli en 1882 y al año siguiente participó en la Esposizione di Belle Arti di Roma, recibiendo el reconocimiento general por su pintura paisajística.  Dividiendo su tiempo entre Milán, Verona y su región natal de Val di Sole, experimentó con la pintura de la vida diaria. En 1890 se mudó a Venecia y entró en contacto con el animado entorno intelectual de la ciudad: en 1895 fue uno de los promotores de la 1ª Bienal de Venecia y fue miembro del comité organizador en algunas de las exposiciones posteriores. También recibió reconocimiento en el extranjero, ganó la medalla de oro en la Exposición Internacional de Múnich en 1892 y la medalla de plata en la Exposición Universal de París en 1900.  Durante la segunda década del siglo XX, vivió primero en Roma y luego en Verona, finalmente se estableció en Clès, en Val di Non, donde murió en 1923.

## Otros proyectos
- Wikimedia Commons alberga una categoría multimedia sobre Bartolomeo Bezzi.

- Datos: Q3635332
- Multimedia: Bartolomeo Bezzi / Q3635332